# Jürgen Neudorf
Jürgen Neudorf (* 1. Juli 1941; † 1991) war ein deutscher Fußballspieler.

## Karriere

### Vereine
Neudorf spielte zunächst bis Saisonende 1960/61 für den Harburger TB 1865 in der Amateurliga Hamburg, bevor er von Altona 93 verpflichtet wurde. Für den Hamburger Bezirksverein bestritt er die ersten zwei Saisons in der Oberliga Nord. In seiner Premierensaison bestritt er 19 Punktspiele, wobei er am 6. August 1961 (1. Spieltag) bei der 0:3-Niederlage im Auswärtsspiel gegen den VfR Neumünster debütierte. Sein erstes von drei Saisontoren erzielte er am 20. August 1961 (3. Spieltag) bei der 2:5-Niederlage im Heimspiel gegen Holstein Kiel mit dem Treffer zum 2:3 in der 59. Minute. In der Folgesaison bestritt er zwei Punktspiele weniger, traf jedoch doppelt so oft, wie die Saison zuvor – doch den Abstieg – und die damit verbundene Qualifikation für die neu geschaffene zweite Spielklasse – konnte er damit auch nicht verhindern. Ferner kam er in zwei Spielen im Wettbewerb um den DFB-Pokal zum Einsatz; am 29. Juli 1961 im Achtelfinale, das bei Tasmania Berlin mit 1:4 verloren wurde, und am 8. April 1964 beim 2:1-Sieg über Borussia Mönchengladbach in der 1. Runde. 
Über die erfolgreiche Qualifikation für die Regionalliga Nord kam er in dieser Spielklasse von 1963 bis 1965 zum Einsatz. Danach wechselte er zu Kickers Offenbach in die Regionalliga Süd, der mit Platz 2 am Saisonende sich für die Aufstiegsrunde für die Bundesliga qualifizierte, jedoch als Vierter der Gruppe 1 den Aufstieg verfehlte; er bestritt zwei der sechs Qualifikationsspiele. Am Ende der Folgesaison gewann er mit dem Verein die regionale Meisterschaft, nicht jedoch die Gruppe 2 der Aufstiegsrunde für die Bundesliga.
Grund genug nach Norddeutschland zurückzukehren, bestritt er für den HSV Barmbek-Uhlenhorst von 1967 bis 1969 zwei Saisons in der seinerzeit zweiklassigen Regionalliga Nord.

### Nationalmannschaft
Neudorf bestritt für die DFB-Jugendauswahl „A“ drei Länderspiele. Sein Debüt als Nationalspieler gab er am 8. März 1959 in Coburg beim 3:0-Sieg über die Auswahl Österreichs. Im selben Jahr nahm er auch am  UEFA-Juniorenturnier in Bulgarien teil und kam in zwei Gruppenspielen zum Einsatz. Am 29. März gehörte er zur Mannschaft, die in Sofia die Auswahl Jugoslawiens mit 1:0 bezwingen konnte und zur Mannschaft, die zwei Tage später in Dimitrovo mit 0:2 gegen die Auswahl Bulgariens verlor.
Während seiner Zeit bei Altona kam er auch in der deutschen Militär-Nationalmannschaft zum Einsatz.

## Erfolge
- Meister Regionalliga Süd 1967
- Hamburger Amateurmeister 1961